# Cats (comédie musicale)
Pour les articles homonymes, voir Cats.
Cats est une comédie musicale britannique composée par Andrew Lloyd Webber en 1978 et 1979 d'après Old Possum's Book of Practical Cats et autres poèmes de T. S. Eliot. La mise en scène est de Trevor Nunn, la chorégraphie de Gillian Lynne, et la scénographie de John Napier. La première représentation a lieu le 11 mai 1981 au New London Theatre (en), à Londres.

## Historique
Le spectacle a eu beaucoup de succès dans les pays où il a été joué, et ce même si les critiques ne l'ont jamais acclamé. Il a été adapté dans plus de vingt langues. À Londres, la comédie musicale connaît au total 8 949 représentations, tandis que ce chiffre s'élève à 7 485 à Broadway à New York.
La première de Cats a eu lieu dans le West End de Londres, au New London Theatre (en), le 11 mai 1981 avec Elaine Paige dans le rôle de Grizabella et Brian Blessed dans le double rôle de Bustopher Jones et Old Deuteronomy. La production originale était de Cameron Mackintosh et The Really Useful Theatre Company (en),.
Le 22 octobre 1982, Cats a débuté à Broadway au Winter Garden Theatre, avec la même production. Le 19 juin 1997, Cats était la comédie musicale la plus jouée en continu à Broadway avec 6 138 représentations. À cette date, les recettes totales de la vente de billets pour le spectacle à New York s'élèvent à 329 millions de dollars.
En février 1989, Cats a été joué pour la première fois en français au Théâtre de Paris. Dans la distribution, Thierry Gondet dans le rôle d'Edgar (Skimbleshanks). Fin 2001, le même Thierry Gondet est devenu Rum Tum Tugger dans la version allemande de Stuttgart. Tim Tobin a joué le rôle de Gus, le Chat du Théâtre. Fin 1990, le même Tim Tobin a tenu le rôle du Fantôme dans The Phantom of the Opera (Das Phantom der Oper) à Hambourg en Allemagne. Il y remplaçait le Heldentenor de Bayreuth : Peter Hofmann.
La dernière représentation de Cats à New York a eu lieu le 10 septembre 2000. À Londres, c'est la séance du 11 mai 2002 au New London Theatre (en) à l'occasion de 21e anniversaire qui clôt la plus longue représentation continue d'un spectacle à West End. Celle-ci a d'ailleurs été présentée sur un écran géant à Covent Garden pour les fans qui n'avaient pas pu avoir de billets.
En 1998, Andrew Lloyd Webber a produit une vidéo, enregistrée au Adelphi Theatre de Londres, qui est sortie en VHS puis en DVD, et a été télédiffusée dans certains pays.
En 2005, la compagnie théâtrale japonaise Shiki a programmé la comédie musicale à nouveau, et fait construire une salle de spectacle spécialement pour l'occasion. La comédie musicale a été jouée jusqu'à fin août.
2014 marque le retour de Cats à Londres. À compter du 6 décembre et pendant douze semaines, la comédie musicale revient au London Palladium avec Nicole Scherzinger dans le rôle de Grisabella.
Cette mise en scène est également l'objet d'une nouvelle production à Paris, en français cette fois (adaptation française de Ludovic-Alexandre Vidal et Nicolas Nebot), au Théâtre Mogador à la rentrée 2015 avec dans le rôle de Grizabella Prisca Demarez pour 215 représentations, puis Chimène Badi pour 35 représentations à partir du 28 avril 2016 ; Prisca Demarez y revenant en juin pour 35 représentations avant d'interpréter Nancy dans "Oliver Twist, Le Musical"

## Acteurs notables
| Rôle                         | Londres (Production Originale) | Broadway (Prod. Originale) | Londres (2015)           | Paris (2015)                                  |
| ---------------------------- | ------------------------------ | -------------------------- | ------------------------ | --------------------------------------------- |
| Alonzo                       | Roland Alexander               | Hector Jamie Mercado       | Adam Lake                | Grégory Gonel                                 |
| Tumblebrutus/Bill Bailey     | Roland Alexander               |                            |                          | Yoan Grosjean                                 |
| Bombalurina                  | Geraldine Gardner              | Donna King                 | Charlene Ford            | Rachel Ward puis Marie Glorieux               |
| Bustopher Jones              |                                | Stephen Hanan              | Paul F Monaghan          | Wim Van Den Driessche                         |
| Pouncival                    |                                |                            | Stevie Hutchinson        | Axel Alvarez ou William Pedro (en alternance) |
| Cassandra                    | Seeta Indrani                  | Rene Ceballos              | Cassie Clare             | Federica Capra                                |
| Coricopat                    | Donald Waugh                   | Rene Clemente              | Benjamin Mundy           | Lucas Radziejewski                            |
| Demeter                      | Sharon Lee-Hill                | Wendy Edmead               | Zizi Strallen            | Emmanuelle N'Zuzi                             |
| Electra                      | Anita Pashley                  | Susan Powers               |                          | Boelle Malo                                   |
| Etcetera                     | Julie Edmett                   | Christine Langner          |                          | Boelle Malo                                   |
| Exotica                      |                                |                            |                          | Boelle Malo                                   |
| Rumpus Cat/Admetus           | Steven Wayne                   |                            |                          | RC Grégory Gonel A Nicolas Turconi            |
| Grizabella                   | Elaine Paige                   | Betty Buckley              | Nicole Scherzinger       | Prisca Demarez,                               |
| Aspargus/Gus the Theatre Cat | Stephen Tate                   |                            | Paul F Monaghan          | Wim Van Den Driessche                         |
| Jennyanydots                 | Myra Sands                     | Anna McNeeley              | Laurie Scarth            | Katharina Lochman                             |
| Jellylorum                   | Susan Jane Tanner              | Bonnie Simmons             | Clare Rickard            | Léonie Thoms                                  |
| Jemima                       | Sarah Brightman                | Carol Richards             | Natasha Mould            | Oonagh Jacobs                                 |
| Mungojerrie                  | John Thornton                  |                            | Benjamin Yates           | Stoyan Zmarzlik                               |
| Munkustrap                   | Jeff Shankley                  | Harry Groener              | Callum Train             | Cédric Chupin                                 |
| Quaxo/Mr. Mistoffelees       | Wayne Sleep                    |                            | Joseph Poulton           | Axel Alvarez ou William Pedro (en alternance) |
| Macavity                     | John Thornton                  |                            | Cameron Ball             | Nicolas Turconi                               |
| Old Deuteronomy              | Brian Blessed                  | Ken Page                   | Nicholas Pound           | Pierre-Yves Duchesne                          |
| Rum Tum Tugger               | Paul Nicholas                  | Terrence Mann              | Antoine Murray-Straughan | Golan Yosef                                   |
| Rumpleteazer                 | Bonnie Langford                | Christine Langner          | Dawn Williams            | Vanessa Cailhol                               |
| Skimbleshanks                | Ken Wells                      | Rééd.Jones                 | Ross Finnie              | Sylvain Mathis                                |
| Tantomile                    | Femi Taylor                    | Janet Hubert-Whitten       | Kathryn Barnes           | Alexandra Girard                              |
| Victoria                     | Finola Hughes                  | Cynthia Onrubia            | Hannah Kenna Thomas      | Emmanuelle Guélin                             |

## Adaptation en film
La comédie musicale a eu droit à une adaptation en film en 2019. Le film est coécrit, coproduit et réalisé par Tom Hooper. Le film a été sévèrement critiqué lors de sa sortie. Malgré cela, certains critiques ont salué la bande originale, la prestation de Taylor Swift ainsi que l'interprétation de Memory par Jennifer Hudson.